# Kabinett Kyprianou I

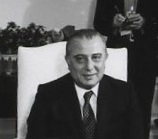
Spyros Kyprianou war zwischen 1977 und 1988 Staatspräsident

Das Kabinett Spyros Kyprianou I wurde in der Republik Zypern am 31. August 1977 von Staatspräsident Spyros Kyprianou gebildet und löste das Kabinett Makarios VI ab. Nachdem der bisherige Präsident Erzbischof Makarios III. am 3. August 1977 verstarb, übernahm der frühere Außenminister und Ziehsohn von Erzbischof Makarios, Spyros Kyprianou, zunächst kommissarisch das Amt des Staatspräsidenten und bildete am 31. August 1977 das Kabinett Spyros Kyprianou I. Dieses blieb bis zum 8. März 1978 im Amt und wurde daraufhin vom Kabinett Spyros Kyprianou II abgelöst.

## Minister
Dem Kabinett gehörten folgende Minister an:
| Amt                                                   | Amtsinhaber            | Beginn der Amtszeit | Ende der Amtszeit |
| ----------------------------------------------------- | ---------------------- | ------------------- | ----------------- |
| Staatspräsident                                       | Spyros Kyprianou       | 31. August 1977     | 8. März 1978      |
| Außenminister                                         | Ioannis Christophides  | 31. August 1977     | 8. März 1978      |
| Finanzminister                                        | Andreas Patsalides     | 31. August 1977     | 8. März 1978      |
| Innenminister und Verteidigungsminister               | Christodoulos Veniamin | 31. August 1977     | 8. März 1978      |
| Bildungsminister                                      | Chrysostomos Sofianos  | 31. August 1977     | 8. März 1978      |
| Minister für Landwirtschaft und natürliche Ressourcen | Frixos Kolotas         | 31. August 1977     | 8. März 1978      |
| Minister für Handel und Industrie                     | Antonios Pierides      | 31. August 1977     | 8. März 1978      |
| Justizminister                                        | Giorgios Ioannides     | 31. August 1977     | 8. März 1978      |
| Minister für Arbeit und Sozialversicherung            | Markos Spanos          | 31. August 1977     | 8. März 1978      |
| Minister für Kommunikation und öffentliche Arbeiten   | Giorgios Tombazos      | 31. August 1977     | 8. März 1978      |
| Gesundheitsminister                                   | Andreas Mikellides     | 31. August 1977     | 8. März 1978      |